# Otto Küstner (Jurist)
Otto Küstner (* 30. März 1886; † 1970) war ein deutscher Richter.

## Leben
Küstner studierte von 1904 bis 1909 Rechtswissenschaften an der Universität Tübingen und wurde dort 1911 zum Dr. iur. promoviert. Er war Mitglied der musischen Studentenverbindung AMV Stochdorphia Tübingen im SV. 1913 legte er die zweite Justizdienstprüfung ab.
Später war er von 1935 bis 1945 Präsident des Oberlandesgerichts Stuttgart. In dieser Funktion hat er im April 1941 an einer Konferenz teilgenommen, in der Franz Schlegelberger, Staatssekretär im Reichsministerium der Justiz, das Euthanasieprogramm und das von den Spitzen der deutschen Justiz erwartete Verhalten erläuterte.